# Good golly Miss Molly
Good golly Miss Molly is een rock-'n-rollnummer, dat voor het eerst is opgenomen  in 1958 door de Amerikaanse zanger Little Richard. Het lied was geschreven door John Marascalco en producer Robert "Bumps" Blackwell. Het nummer behaalde de vierde plaats in de Amerikaanse hitparade. Een concurrerende versie door de groep The Valiants haalde het niet.

## The Swinging Blue Jeans
Good golly Miss Molly werd in 1964 opnieuw als single uitgebracht door de Britse popgroep The Swinging Blue Jeans. De plaat haalde de elfde plaats in Groot-Brittannië, de 43e plaats in de Verenigde Staten en de zesde plaats in Nederland.

### Hitnotering
| Good golly Miss Molly      | Good golly Miss Molly | Good golly Miss Molly | Good golly Miss Molly | Good golly Miss Molly | Good golly Miss Molly | Good golly Miss Molly | Good golly Miss Molly |
| Hitlijst                   | Datum van binnenkomst | Week:                 | 1                     | 2                     | 3                     | 4                     |                       |
| -------------------------- | --------------------- | --------------------- | --------------------- | --------------------- | --------------------- | --------------------- | --------------------- |
| Tijd Voor Teenagers Top 10 | 18-4-1964             | Positie:              | 6                     | 6                     | 8                     | 10                    | uit                   |

The Swinging Blue Jeans namen het nummer ook op met een Duitse tekst voor de Duitse markt, maar zonder succes.

## Andere versies
- Creedence Clearwater Revival zette het nummer op zijn album Bayou Country van 1969.
- Jerry Lee Lewis zong het nummer bij zijn optredens in de Star-Club in Hamburg, begeleid door The Nashville Teens. Een opname is te horen op het livealbum Live at the Star Club, Hamburg.
- Meat Puppets namen het nummer op voor hun album Out My Way van 1986.

Het lied is te horen in de film King Ralph uit 1991.
Een van de episodes van de tv-serie Hannah Montana is getiteld "Good Golly Miss Dolly".